# Orizabus vulcanicus
Orizabus vulcanicus är en skalbaggsart som beskrevs av Moron, Tapia och Aragon 2003. Orizabus vulcanicus ingår i släktet Orizabus och familjen Dynastidae. Inga underarter finns listade i Catalogue of Life.